# 檜山光成
檜山 光成（ひやま こうせい、2003年〈平成15年〉10月2日 - ）は、日本のアイドル、歌手、タレント。ジュニア 内男性アイドルグループ・少年忍者のメンバー。
千葉県出身。STARTO ENTERTAINMENT所属。

## 出演

### テレビドラマ
- ザ・ハイスクール ヒーローズ （2021年7月31日 - 9月18日、テレビ朝日） - 榊賢二 役[2]
- 文豪少年!〜ジャニーズJr.で名作を読み解いた〜 第5話（2021年4月18日、WOWOW） - 主演・圭 役（安嶋秀生とW主演）[3][4]
- 先生さようなら（2024年1月23日 - 3月26日、日本テレビ） - 赤木雄 役[5]

### 映画
- 東西ジャニーズJr. ぼくらのサバイバルウォーズ （2022年4月1日公開、松竹） - 鷲尾 役[6]

### 舞台
- Punk Fantasy『BOSS CAT』〜シャルル・ペロー「長靴をはいた猫」より〜（2022年6月10日 - 19日、品川プリンスホテル ステラボール） - 主演・長靴をはいた猫 役[7][8]
- うねり〜踊らない二人〜（2024年3月13日 - 17日、京都劇場 / 3月21日 - 31日、ヒューリックホール東京 / 4月7日・8日、刈谷市総合文化センター アイリス 大ホール / 4月11日・12日、電力ホール） - 主演・壇雷舞 役（黒田光輝とW主演）[9]
- 揺れるはざまのトラベラーズ（2025年6月4日 - 8日、COOL JAPAN PARK OSAKA WWホール / 6月11日 - 17日、ヒューリックホール東京） - 主演・須和日向 役[10]

### イベント
- 駆アガル！〜あべこべ男子に憧れて〜（2025年3月22日・23日、ぴあアリーナMM）[11][12]